# ارنست استانکوفسکی
ارنست استانکوفسکی (آلمانی: Ernst Stankovski؛ زادهٔ ۱۶ ژوئن ۱۹۲۸ – ۲۶ ژانویهٔ ۲۰۲۲) بازیگر اهل اتریش بود.
از فیلم‌هایی که وی در آن نقش داشت، می‌توان به هوس‌ها، عطش شدید سه دختر سیری‌ناپذیر اشاره کرد.